# Dâm bụt rìa
Dâm bụt rìa hay còn gọi bụp lồng đèn (danh pháp khoa học: Hibiscus schizopetalus) là một loài thực vật có hoa trong họ Cẩm quỳ. Loài này được (Dyer) Hook.f. mô tả khoa học đầu tiên năm 1880.